# Seznam perutí RAF
Tato stránka obsahuje seznam perutí RAF. Peruť u které neznáme na české wikipedii více než jméno zde není.